# Позднякова Альбіна Юріївна
Альбі́на Ю́ріївна Поздняко́ва (16 квітня 1983, Львів) — українська письменниця, журналістка, перекладачка, видавець і критик.

## Біографія
Альбіна Позднякова народилась у сім'ї інженерів-метрологів Юрія (*1955 †2023) і Анелі (*1956) Позднякових. У 1990—2000 роках навчалась у Львівській середній школі № 19. 2000 року вступила до Інституту комп'ютерних наук та інформаційних технологій «Львівської політехніки», який закінчила 2005 року, здобувши звання магістра. У 2008—2009 навчалась у Центрі гуманітарних досліджень при Львівському національному університеті імені Івана Франка (спеціальність — культурологія).
У 2005—2011 роках працювала на підприємстві «Lohika», обіймаючи посаду спеціаліста в галузі стандартизації, сертифікації та якості й технічного перекладача. З 2010 року й донині — літературний критик у журналі «ШО». Провадить колонку «Труднощі перекладу» про перекладені українською мовою художні книжки). Активно дописує в часописах «Критика», «Український журнал», а також у газетах «Post-Поступ» та «Українська літературна газета». 2011 року заснувала ФОП «Видавець Позднякова А. Ю.» — видавництво «artarea».
З осені 2012 року проживала в Сіетлі (Вашингтон, США), із зими 2013 року — в Маунтін-В'ю і Сан-Хосе (Каліфорнія, США), а з весни 2018 року — в Остіні і Раунд-Року (Техас, США). У 2012 році одружилася з Юрієм Семчишиним (*1984). У подружжя є троє дітей: сини Адам (*2014) і Станіслав (*2015), а також донька Іда (*2017).

## Творча діяльність
Писати вірші почала ще в школі. У студентські роки була одним із редакторів молодіжної літературної газети «Цегла» та редактором
літературно-мистецького видання «Три» (самвидав). Організаторка численних літературних вечорів, перформансів і презентацій у Львові та
інших містах України, зокрема, презентацій усіх випусків видання «Три» та «Цегла». Вірші увійшли до антологій «Літпошта», «Березневі коти», «Червоне і чорне: 100 поеток ХХ століття», «Шоколадні вірші про кохання», «Нова українська поезія» (болгарською мовою) та «30 віршів з-за кордону. Молода українська поезія» (польською мовою). Поезія та проза друкувались у журналі «ШО», «Radar», в «Українській літературній газеті» та інших виданнях.
Перекладає з англійської, польської, білоруської та російської мов.
Переклади друкувалися у журналах «Всесвіт», «Золота пектораль» та в антології «120 сторінок Содому».
У 2006 і 2007 роках Альбіна Позднякова була організаторкою літературно-мистецького фестивалю «наЛІТ» (Львів). Почавши з 2006 року, вона організовує літературні читання «Пожежна драбина» в рамках театрального фестивалю «Драбина» (Львів). У 2009, 2010 та 2011 роках Позднякова була координатором проекту «8 поеток на 8 березня» (Львів, Тернопіль, Івано-Франківськ, Київ і Ніжин), «8 поетів на 8 березня» (Львів, Київ) та «8 перекладачок» (Львів). У квітні 2010 року була координатором поетичних читань у рамках проекту «Жінка-3000» (Львів, Одеса, Сімферополь і Харків). У 2011—2012 роках вона організовувала літературні зустрічі у кав'ярні-галереї «Штука» (Львів).

## Критика творчості
У рецензії на книжку «Смаколики» Анна Піцик пише: 
«Смаколики» — не просто збірка поезій, у яких згадується та чи інша їжа. Збиті разом, як білки й цукор на піну, це поезія й кулінарія водночас. Це страви, зображені словами, й слова, передані через смакові відчуття, запахи та цілком буденні предмети та дії. Як назвала цю збірку у передмові Лана Світанкова, це «посібник з поетичного куховарства».

## Твори
- «Червоне і чорне: 100 українських поеток ХХ сторіччя. Антологія». — Видавництво «Навчальна книга — Богдан», 2011, ISBN 978-966-1019-95-8
- «Шоколадні вірші про кохання» (збірка поезій, разом з іншими авторами). — Львів: Видавництво Старого Лева, 2012, ISBN 978-966-2909-82-1
- «Тяжіння» (збірка поезій). — Львів: Видавець Позднякова А. Ю., 2012, ISBN 978-966-97224-0-9
- «Смаколики» (ілюстрована збірка поезій та рецептів). — Львів: Видавець Позднякова А. Ю., 2013, ISBN 978-966-97224-3-0

## Упорядкування
- «120 сторінок Содому. Сучасна світова лесбі/ґей/бі література. Квір-антологія» (спільно з Іриною Шуваловою і Олесем Барлогом). — Київ: «Критика», 2009

## Переклади
- «120 сторінок Содому. Сучасна світова лесбі/ґей/бі література. Квір-антологія» (спільно з Іриною Шуваловою і Олесем Барлогом). — Київ: «Критика», 2009
- Артур Палига. «Ніщо людське» (п'єса, переклад з польської). — Зроблено для ІІ фестивалю «Драма.UA-2011», 2011
- Артур Палига. «Безкінечна історія» (п'єса, переклад з польської). — Зроблено для ІІІ фестивалю «Драма.UA-2012», 2012
- Вірджинія Вулф. «Хвилі» (переклад з англійської). — Львів: Видавець Позднякова А. Ю., 2013, ISBN 978-966-97224-4-7
- Фрейзер Сазерленд. «Втрачений паспорт. Життя та слова Едварда Лейсі» (переклад з англійської спільно з Вікторією Сєдовою). — Тернопіль: «Крок», 2013, ISBN 978-966-2362-38-1
- Сємьон Ханін. «Вплав» (переклад із російської спільно з Левом Грицюком). — Львів: Видавець Позднякова А. Ю., 2015, ISBN 978-966-97224-7-8

## Відзнаки в літературних конкурсах
- 2007 — лауреатка фестивалю «Екоарт» (Донецьк)
- 2007 — переможниця конкурсу «Гранослов» у номінації «Поезія»
- 2008 — третє місце у конкурсі «Смолоскип» за роман «По той бік ковдри».
- 2010 — друге місце у конкурсі «Просто так» у номінації «Поезія» (Коростень)
- 2010 — лауреатка фестивалю «Витоки» в номінації «Поезія» (Острог)
- 2011 — лауреатка фестивалю «Ватерлінія» (Миколаїв)
- 2012 — лауреатка фестивалю «Підкова Пегаса»